# Lista över fornlämningar i Falköpings kommun (Gökhem)
Lista över fornlämningar i Falköpings kommun (Gökhem) är en förteckning av ett urval av de fornlämningar som finns i Gökhem i Falköpings kommun.
| Namn                              | Lämningstyp                 | Tillkomsttid | Historisk indelning   | Plats                     | Läge                 | ID-nr          | Bild                                      |
| --------------------------------- | --------------------------- | ------------ | --------------------- | ------------------------- | -------------------- | -------------- | ----------------------------------------- |
| Ljusa kulle (Gökhem 3:1)          | Röse                        |              | Gökhem, Västergötland |                           | 58.163896, 13.415318 | 10191300030001 | Ladda upp en bild av detta fornminne      |
| Gökhem 5:1                        | Stenkammargrav              |              | Gökhem, Västergötland |                           | 58.166018, 13.420208 | 10191300050001 | Ladda upp en till bild av detta fornminne |
| Gökhem 7:1                        | Stensättning                |              | Gökhem, Västergötland |                           | 58.169541, 13.412383 | 10191300070001 | Ladda upp en bild av detta fornminne      |
| Gökhem 7:2                        | Stensättning                |              | Gökhem, Västergötland |                           | 58.169723, 13.412308 | 10191300070002 | Ladda upp en bild av detta fornminne      |
| Gökhem 7:3                        | Stensättning                |              | Gökhem, Västergötland |                           | 58.169605, 13.412572 | 10191300070003 | Ladda upp en bild av detta fornminne      |
| Gökhems karlar (Gökhem 8:1)       | Grav markerad av sten/block |              | Gökhem, Västergötland |                           | 58.178047, 13.380337 | 10191300080001 | Ladda upp en bild av detta fornminne      |
| Gökhems karlar (Gökhem 8:2)       | Grav markerad av sten/block |              | Gökhem, Västergötland |                           | 58.177980, 13.380311 | 10191300080002 | Ladda upp en bild av detta fornminne      |
| Gökhems karlar (Gökhem 8:3)       | Grav markerad av sten/block |              | Gökhem, Västergötland |                           | 58.177911, 13.380282 | 10191300080003 | Ladda upp en bild av detta fornminne      |
| Gökhem 9:1                        | Stensättning                |              | Gökhem, Västergötland |                           | 58.183905, 13.375601 | 10191300090001 | Ladda upp en bild av detta fornminne      |
| Gökhem 12:1                       | Stenkammargrav              |              | Gökhem, Västergötland |                           | 58.171341, 13.431146 | 10191300120001 | Ladda upp en bild av detta fornminne      |
| Gökhem 13:1                       | Stenkammargrav              |              | Gökhem, Västergötland |                           | 58.172405, 13.429833 | 10191300130001 | Ladda upp en bild av detta fornminne      |
| Gökhem 14:1                       | Stenkammargrav              |              | Gökhem, Västergötland |                           | 58.172847, 13.432412 | 10191300140001 | Ladda upp en till bild av detta fornminne |
| Gökhem 15:1                       | Stensättning                |              | Gökhem, Västergötland |                           | 58.176598, 13.422238 | 10191300150001 | Ladda upp en bild av detta fornminne      |
| Gökhem 16:1                       | Stenkammargrav              |              | Gökhem, Västergötland |                           | 58.177399, 13.428409 | 10191300160001 | Ladda upp en bild av detta fornminne      |
| Gökhem 17:1                       | Stenkammargrav              |              | Gökhem, Västergötland |                           | 58.177543, 13.434555 | 10191300170001 | Ladda upp en bild av detta fornminne      |
| Gökhem 18:1                       | Stenkammargrav              |              | Gökhem, Västergötland |                           | 58.176442, 13.433259 | 10191300180001 | Ladda upp en bild av detta fornminne      |
| Gökhem 19:1                       | Stenkammargrav              |              | Gökhem, Västergötland |                           | 58.180667, 13.436374 | 10191300190001 | Ladda upp en till bild av detta fornminne |
| Gökhem 20:1                       | Stensättning                |              | Gökhem, Västergötland |                           | 58.181864, 13.436530 | 10191300200001 | Ladda upp en bild av detta fornminne      |
| Holöja Skans (Gökhem 21:1)        | Hög                         |              | Gökhem, Västergötland |                           | 58.179173, 13.439232 | 10191300210001 | Ladda upp en till bild av detta fornminne |
| Gökhem 22:1                       | Stenkrets                   |              | Gökhem, Västergötland |                           | 58.187303, 13.434694 | 10191300220001 | Ladda upp en bild av detta fornminne      |
| Gökhem 23:1                       | Stenkammargrav              |              | Gökhem, Västergötland |                           | 58.187264, 13.434112 | 10191300230001 | Ladda upp en bild av detta fornminne      |
| Gökhem 24:1                       | Röse                        |              | Gökhem, Västergötland |                           | 58.186345, 13.432735 | 10191300240001 | Ladda upp en bild av detta fornminne      |
| Gökhem 25:1                       | Grav markerad av sten/block |              | Gökhem, Västergötland |                           | 58.187111, 13.431321 | 10191300250001 | Ladda upp en bild av detta fornminne      |
| Gökhem 26:1                       | Stenkammargrav              |              | Gökhem, Västergötland |                           | 58.189801, 13.432422 | 10191300260001 | Ladda upp en bild av detta fornminne      |
| Gökhem 27:1                       | Stensättning                |              | Gökhem, Västergötland |                           | 58.189967, 13.425695 | 10191300270001 | Ladda upp en bild av detta fornminne      |
| Gökhem 27:2                       | Hög                         |              | Gökhem, Västergötland |                           | 58.189846, 13.425543 | 10191300270002 | Ladda upp en bild av detta fornminne      |
| Gökhem 27:3                       | Hög                         |              | Gökhem, Västergötland |                           | 58.189733, 13.425392 | 10191300270003 | Ladda upp en bild av detta fornminne      |
| Gökhem 28:1                       | Stensättning                |              | Gökhem, Västergötland |                           | 58.185088, 13.427404 | 10191300280001 | Ladda upp en bild av detta fornminne      |
| Gökhem 28:2                       | Stensättning                |              | Gökhem, Västergötland |                           | 58.184789, 13.427235 | 10191300280002 | Ladda upp en bild av detta fornminne      |
| Gökhem 28:3                       | Stensättning                |              | Gökhem, Västergötland |                           | 58.184641, 13.427052 | 10191300280003 | Ladda upp en bild av detta fornminne      |
| Gökhem 28:4                       | Stensättning                |              | Gökhem, Västergötland |                           | 58.184684, 13.427637 | 10191300280004 | Ladda upp en bild av detta fornminne      |
| Gökhem 29:1                       | Stenkammargrav              |              | Gökhem, Västergötland |                           | 58.184397, 13.431697 | 10191300290001 | Ladda upp en bild av detta fornminne      |
| Gökhem 30:1                       | Stensättning                |              | Gökhem, Västergötland |                           | 58.183777, 13.429782 | 10191300300001 | Ladda upp en bild av detta fornminne      |
| Gökhem 30:2                       | Stensättning                |              | Gökhem, Västergötland |                           | 58.183980, 13.429142 | 10191300300002 | Ladda upp en bild av detta fornminne      |
| Gökhem 31:1                       | Stenkammargrav              |              | Gökhem, Västergötland |                           | 58.183163, 13.428228 | 10191300310001 | Ladda upp en bild av detta fornminne      |
| Gökhem 33:1                       | Grav markerad av sten/block |              | Gökhem, Västergötland |                           | 58.179452, 13.413408 | 10191300330001 | Ladda upp en bild av detta fornminne      |
| Gökhem 33:2                       | Grav markerad av sten/block |              | Gökhem, Västergötland |                           | 58.179447, 13.413557 | 10191300330002 | Ladda upp en bild av detta fornminne      |
| Gökhem 34:1                       | Röse                        |              | Gökhem, Västergötland |                           | 58.178253, 13.408743 | 10191300340001 | Ladda upp en bild av detta fornminne      |
| Kungsröret (Gökhem 36:1)          | Stensättning                |              | Gökhem, Västergötland |                           | 58.182598, 13.401445 | 10191300360001 | Ladda upp en bild av detta fornminne      |
| Gökhem 37:1                       | Stensättning                |              | Gökhem, Västergötland |                           | 58.180133, 13.421861 | 10191300370001 | Ladda upp en bild av detta fornminne      |
| Gökhem 38:1                       | Stensättning                |              | Gökhem, Västergötland |                           | 58.182495, 13.407630 | 10191300380001 | Ladda upp en bild av detta fornminne      |
| Gökhem 38:2                       | Röse                        |              | Gökhem, Västergötland |                           | 58.182500, 13.407894 | 10191300380002 | Ladda upp en bild av detta fornminne      |
| Kungsröret (Gökhem 39:1)          | Röse                        |              | Gökhem, Västergötland |                           | 58.187065, 13.412312 | 10191300390001 | Ladda upp en bild av detta fornminne      |
| Gökhem 40:1                       | Hällristning                |              | Gökhem, Västergötland |                           | 58.194715, 13.413204 | 10191300400001 | Ladda upp en bild av detta fornminne      |
| Gökhem 41:1                       | Gravfält                    |              | Gökhem, Västergötland |                           | 58.195590, 13.410133 | 10191300410001 | Ladda upp en bild av detta fornminne      |
| Gökhem 42:1                       | Grav markerad av sten/block |              | Gökhem, Västergötland |                           | 58.194800, 13.410446 | 10191300420001 | Ladda upp en bild av detta fornminne      |
| Gökhem 42:2                       | Grav markerad av sten/block |              | Gökhem, Västergötland |                           | 58.194737, 13.410532 | 10191300420002 | Ladda upp en bild av detta fornminne      |
| Bruarestenarna (Gökhem 43:1)      | Grav markerad av sten/block |              | Gökhem, Västergötland |                           | 58.195739, 13.391720 | 10191300430001 | Ladda upp en bild av detta fornminne      |
| Bruarestenarna (Gökhem 43:2)      | Grav markerad av sten/block |              | Gökhem, Västergötland |                           | 58.195739, 13.391720 | 10191300430002 | Ladda upp en bild av detta fornminne      |
| Bruarestenarna (Gökhem 43:3)      | Grav markerad av sten/block |              | Gökhem, Västergötland |                           | 58.195739, 13.391720 | 10191300430003 | Ladda upp en bild av detta fornminne      |
| Gökhem 44:1                       | Kyrka/kapell                |              | Gökhem, Västergötland |                           | 58.172708, 13.410264 | 10191300440001 | Ladda upp en till bild av detta fornminne |
| Gökhem 45:1                       | Grav markerad av sten/block |              | Gökhem, Västergötland |                           | 58.168415, 13.404557 | 10191300450001 | Ladda upp en bild av detta fornminne      |
| Gökhem 45:2                       | Grav markerad av sten/block |              | Gökhem, Västergötland |                           | 58.168346, 13.404545 | 10191300450002 | Ladda upp en bild av detta fornminne      |
| Gökhem 46:1                       | Stensättning                |              | Gökhem, Västergötland |                           | 58.194208, 13.402425 | 10191300460001 | Ladda upp en bild av detta fornminne      |
| Hagröret (Gökhem 47:1)            | Stensättning                |              | Gökhem, Västergötland |                           | 58.193218, 13.399971 | 10191300470001 | Ladda upp en bild av detta fornminne      |
| Hagröret (Gökhem 47:2)            | Stensättning                |              | Gökhem, Västergötland |                           | 58.192985, 13.399836 | 10191300470002 | Ladda upp en bild av detta fornminne      |
| Skårs kyrka (Gökhem 48:1)         | Stensättning                |              | Gökhem, Västergötland |                           | 58.192376, 13.413670 | 10191300480001 | Ladda upp en bild av detta fornminne      |
| Höjerör (Gökhem 50:1)             | Stensättning                |              | Gökhem, Västergötland |                           | 58.180161, 13.427193 | 10191300500001 | Ladda upp en bild av detta fornminne      |
| Höjerör (Gökhem 50:2)             | Stensättning                |              | Gökhem, Västergötland |                           | 58.180211, 13.426921 | 10191300500002 | Ladda upp en bild av detta fornminne      |
| Höjerör (Gökhem 50:3)             | Stensättning                |              | Gökhem, Västergötland |                           | 58.180287, 13.426640 | 10191300500003 | Ladda upp en bild av detta fornminne      |
| Gökhem 51:1                       | Stensättning                |              | Gökhem, Västergötland |                           | 58.182480, 13.424241 | 10191300510001 | Ladda upp en bild av detta fornminne      |
| Gökhem 53:1                       | Stensättning                |              | Gökhem, Västergötland |                           | 58.179582, 13.419067 | 10191300530001 | Ladda upp en bild av detta fornminne      |
| Gökhem 54:1                       | Stensättning                |              | Gökhem, Västergötland |                           | 58.178029, 13.440843 | 10191300540001 | Ladda upp en bild av detta fornminne      |
| Gökhem 55:1                       | Stensättning                |              | Gökhem, Västergötland |                           | 58.177116, 13.440955 | 10191300550001 | Ladda upp en bild av detta fornminne      |
| Gökhem 56:1                       | Stenkammargrav              |              | Gökhem, Västergötland |                           | 58.171019, 13.436549 | 10191300560001 | Ladda upp en bild av detta fornminne      |
| Gökhem 57:1                       | Stensättning                |              | Gökhem, Västergötland |                           | 58.171194, 13.438120 | 10191300570001 | Ladda upp en bild av detta fornminne      |
| Gökhem 58:1                       | Stenkammargrav              |              | Gökhem, Västergötland |                           | 58.171460, 13.441150 | 10191300580001 | Ladda upp en bild av detta fornminne      |
| Gökhem 59:1                       | Gravfält                    |              | Gökhem, Västergötland |                           | 58.171736, 13.441929 | 10191300590001 | Ladda upp en bild av detta fornminne      |
| Gökhem 60:1                       | Stensättning                |              | Gökhem, Västergötland |                           | 58.171054, 13.439860 | 10191300600001 | Ladda upp en bild av detta fornminne      |
| Gökhem 60:2                       | Stensättning                |              | Gökhem, Västergötland |                           | 58.171204, 13.440121 | 10191300600002 | Ladda upp en bild av detta fornminne      |
| Gökhem 60:3                       | Stensättning                |              | Gökhem, Västergötland |                           | 58.171301, 13.440566 | 10191300600003 | Ladda upp en bild av detta fornminne      |
| Gökhem 61:1                       | Stenkammargrav              |              | Gökhem, Västergötland |                           | 58.169653, 13.444442 | 10191300610001 | Ladda upp en bild av detta fornminne      |
| Gökhem 61:2                       | Stenkammargrav              |              | Gökhem, Västergötland |                           | 58.169950, 13.444604 | 10191300610002 | Ladda upp en bild av detta fornminne      |
| Gökhem 62:1                       | Stensättning                |              | Gökhem, Västergötland |                           | 58.170070, 13.445510 | 10191300620001 | Ladda upp en bild av detta fornminne      |
| Gökhem 63:1                       | Gravfält                    |              | Gökhem, Västergötland |                           | 58.169163, 13.449857 | 10191300630001 | Ladda upp en bild av detta fornminne      |
| Gökhem 64:1                       | Gravfält                    |              | Gökhem, Västergötland |                           | 58.167209, 13.453356 | 10191300640001 | Ladda upp en bild av detta fornminne      |
| Gökhem 65:1                       | Gravfält                    |              | Gökhem, Västergötland |                           | 58.168620, 13.454262 | 10191300650001 | Ladda upp en bild av detta fornminne      |
| Gökhem 66:1                       | Stensättning                |              | Gökhem, Västergötland |                           | 58.167976, 13.457759 | 10191300660001 | Ladda upp en bild av detta fornminne      |
| Gökhem 67:1                       | Stensättning                |              | Gökhem, Västergötland |                           | 58.166517, 13.448468 | 10191300670001 | Ladda upp en bild av detta fornminne      |
| Högerör (Gökhem 68:1)             | Stensättning                |              | Gökhem, Västergötland |                           | 58.164415, 13.459735 | 10191300680001 | Ladda upp en bild av detta fornminne      |
| Altarstenen (Gökhem 70:1)         | Stenkammargrav              |              | Gökhem, Västergötland |                           | 58.160108, 13.456203 | 10191300700001 | Ladda upp en till bild av detta fornminne |
| Gökhem 71:1                       | Stenkammargrav              |              | Gökhem, Västergötland |                           | 58.159252, 13.455608 | 10191300710001 | Ladda upp en bild av detta fornminne      |
| Gökhem 72:1                       | Stenkammargrav              |              | Gökhem, Västergötland |                           | 58.157845, 13.456488 | 10191300720001 | Ladda upp en till bild av detta fornminne |
| Gökhem 73:1                       | Stensättning                |              | Gökhem, Västergötland |                           | 58.162214, 13.444398 | 10191300730001 | Ladda upp en bild av detta fornminne      |
| Gökhem 74:1                       | Stensättning                |              | Gökhem, Västergötland |                           | 58.152484, 13.402693 | 10191300740001 | Ladda upp en bild av detta fornminne      |
| Gökhem 77:1                       | Stenkammargrav              |              | Gökhem, Västergötland | Odensberg, Hulegårdsvägen | 58.153503, 13.434915 | 10191300770001 | Ladda upp en till bild av detta fornminne |
| Gånggriften Ormarör (Gökhem 78:1) | Stenkammargrav              |              | Gökhem, Västergötland | Odensberg                 | 58.152313, 13.434119 | 10191300780001 | Ladda upp en till bild av detta fornminne |
| Gökhem 79:1                       | Stenkammargrav              |              | Gökhem, Västergötland |                           | 58.150071, 13.437670 | 10191300790001 | Ladda upp en bild av detta fornminne      |
| Gökhem 80:1                       | Grav markerad av sten/block |              | Gökhem, Västergötland |                           | 58.152710, 13.450070 | 10191300800001 | Ladda upp en bild av detta fornminne      |
| Gökhem 80:2                       | Grav markerad av sten/block |              | Gökhem, Västergötland |                           | 58.152710, 13.450070 | 10191300800002 | Ladda upp en bild av detta fornminne      |
| Gökhem 80:3                       | Grav markerad av sten/block |              | Gökhem, Västergötland |                           | 58.152710, 13.450070 | 10191300800003 | Ladda upp en bild av detta fornminne      |
| Gökhem 80:4                       | Grav markerad av sten/block |              | Gökhem, Västergötland |                           | 58.152710, 13.450070 | 10191300800004 | Ladda upp en bild av detta fornminne      |
| Gökhem 80:5                       | Grav markerad av sten/block |              | Gökhem, Västergötland |                           | 58.152710, 13.450070 | 10191300800005 | Ladda upp en bild av detta fornminne      |
| Gökhem 81:1                       | Stenkammargrav              |              | Gökhem, Västergötland |                           | 58.169761, 13.440522 | 10191300810001 | Ladda upp en till bild av detta fornminne |
| Gökhem 82:1                       | Stensättning                |              | Gökhem, Västergötland |                           | 58.172085, 13.425088 | 10191300820001 | Ladda upp en bild av detta fornminne      |
| Kämparn (Gökhem 83:1)             | Stensättning                |              | Gökhem, Västergötland |                           | 58.172631, 13.416868 | 10191300830001 | Ladda upp en bild av detta fornminne      |
| Gökhem 89:1                       | Stensättning                |              | Gökhem, Västergötland |                           | 58.141330, 13.441182 | 10191300890001 | Ladda upp en bild av detta fornminne      |
| Gökhem 90:1                       | Stenkammargrav              |              | Gökhem, Västergötland |                           | 58.142009, 13.448996 | 10191300900001 | Ladda upp en bild av detta fornminne      |
| Gökhem 91:1                       | Stensättning                |              | Gökhem, Västergötland |                           | 58.142738, 13.419727 | 10191300910001 | Ladda upp en bild av detta fornminne      |
| Gökhem 92:1                       | Stensättning                |              | Gökhem, Västergötland |                           | 58.168408, 13.450409 | 10191300920001 | Ladda upp en bild av detta fornminne      |
| Gökhem 130:1                      | Stensättning                |              | Gökhem, Västergötland |                           | 58.169130, 13.397117 | 10191301300001 | Ladda upp en bild av detta fornminne      |
| Gökhem 146:1                      | Stensättning                |              | Gökhem, Västergötland |                           | 58.175214, 13.437320 | 10191301460001 | Ladda upp en bild av detta fornminne      |
| Gökhem 158:1                      | Stensättning                |              | Gökhem, Västergötland |                           | 58.166835, 13.459212 | 10191301580001 | Ladda upp en bild av detta fornminne      |
| Gökhem 158:2                      | Stensättning                |              | Gökhem, Västergötland |                           | 58.166909, 13.459417 | 10191301580002 | Ladda upp en bild av detta fornminne      |
| Gökhem 158:3                      | Stensättning                |              | Gökhem, Västergötland |                           | 58.166919, 13.459012 | 10191301580003 | Ladda upp en bild av detta fornminne      |
| Gökhem 158:4                      | Stensättning                |              | Gökhem, Västergötland |                           | 58.167118, 13.459277 | 10191301580004 | Ladda upp en bild av detta fornminne      |